# Monceaux-en-Bessin
Monceaux-en-Bessin és un municipi francès situat al departament de Calvados i a la regió de Normandia. L'any 2007 tenia 396 habitants.

## Demografia

### Població
El 2007 la població de fet de Monceaux-en-Bessin era de 396 persones. Hi havia 167 famílies de les quals 28 eren unipersonals (14 homes vivint sols i 14 dones vivint soles), 65 parelles sense fills, 69 parelles amb fills i 5 famílies monoparentals amb fills.
La població ha evolucionat segons el següent gràfic:
Habitants censats

### Habitatges
El 2007 hi havia 174 habitatges, 161 eren l'habitatge principal de la família, 5 eren segones residències i 8 estaven desocupats. Tots els 174 habitatges eren cases. Dels 161 habitatges principals, 133 estaven ocupats pels seus propietaris, 27 estaven llogats i ocupats pels llogaters i 1 estava cedit a títol gratuït; 5 tenien dues cambres, 18 en tenien tres, 23 en tenien quatre i 114 en tenien cinc o més. 127 habitatges disposaven pel capbaix d'una plaça de pàrquing. A 58 habitatges hi havia un automòbil i a 98 n'hi havia dos o més.

### Piràmide de població
La piràmide de població per edats i sexe el 2009 era:
| Homes | Edats   | Dones |
| ----- | ------- | ----- |
| 0     | 95 o +  | 0     |
| 0     | 90 a 94 | 0     |
| 0     | 85 a 89 | 4     |
| 0     | 80 a 84 | 0     |
| 4     | 75 a 79 | 8     |
| 4     | 70 a 74 | 4     |
| 4     | 65 a 69 | 8     |
| 12    | 60 a 64 | 8     |
| 4     | 55 a 59 | 4     |
| 40    | 50 a 54 | 20    |
| 36    | 45 a 49 | 44    |
| 8     | 40 a 44 | 16    |
| 8     | 35 a 39 | 4     |
| 8     | 30 a 34 | 8     |
| 8     | 25 a 29 | 0     |
| 20    | 20 a 24 | 28    |
| 28    | 15 a 19 | 12    |
| 16    | 10 a 14 | 24    |
| 4     | 5 a 9   | 4     |
| 8     | 0 a 4   | 8     |

## Economia
El 2007 la població en edat de treballar era de 304 persones, 213 eren actives i 91 eren inactives. De les 213 persones actives 191 estaven ocupades (99 homes i 92 dones) i 20 estaven aturades (10 homes i 10 dones). De les 91 persones inactives 42 estaven jubilades, 27 estaven estudiant i 22 estaven classificades com a «altres inactius».

### Ingressos
El 2009 a Monceaux-en-Bessin hi havia 195 unitats fiscals que integraven 508,5 persones, la mediana anual d'ingressos fiscals per persona era de 20.224 €.

### Activitats econòmiques
Dels 15 establiments que hi havia el 2007, 1 era d'una empresa de fabricació d'altres productes industrials, 8 d'empreses de construcció, 3 d'empreses de comerç i reparació d'automòbils, 1 d'una empresa de transport, 1 d'una empresa financera i 1 d'una entitat de l'administració pública.
Dels 7 establiments de servei als particulars que hi havia el 2009, 1 era un taller de reparació d'automòbils i de material agrícola, 2 paletes, 2 guixaires pintors, 1 fusteria i 1 electricista.
L'any 2000 a Monceaux-en-Bessin hi havia 9 explotacions agrícoles que ocupaven un total de 228 hectàrees.

## Poblacions més properes
El següent diagrama mostra les poblacions més properes.